# Навалпараси (район)
Навалпараси (непальск. नवलपरासी जिल्ला) — один из 75 районов Непала. Входит в состав зоны Лумбини, которая, в свою очередь, входит в состав Западного региона страны. Административный центр — город Рамграм.
Граничит с районом Палпа (на северо-западе), районом Рупандехи (на западе), районом Читван зоны Нараяни (на востоке), районом Танаху зоны Гандаки (на севере) и индийским штатом Уттар-Прадеш (на юге). Площадь района составляет 2162 км². Самая высокая точка Невалпараси — гора Девечули (1937 м), расположенная в хребте Сивалик.
Население по данным переписи 2011 года составляет 643 508 человек, из них 303 675 мужчин и 339 833 женщины. По данным переписи 2001 года население насчитывало 562 870 человек. 88,19 % населения исповедуют индуизм; 6,00 % — буддизм; 3,75 % — ислам и 1,74 % — христианство.
Разделен на районы Навалпур и Параси в 2018 году